# St. Katharina (Schmatzhausen)

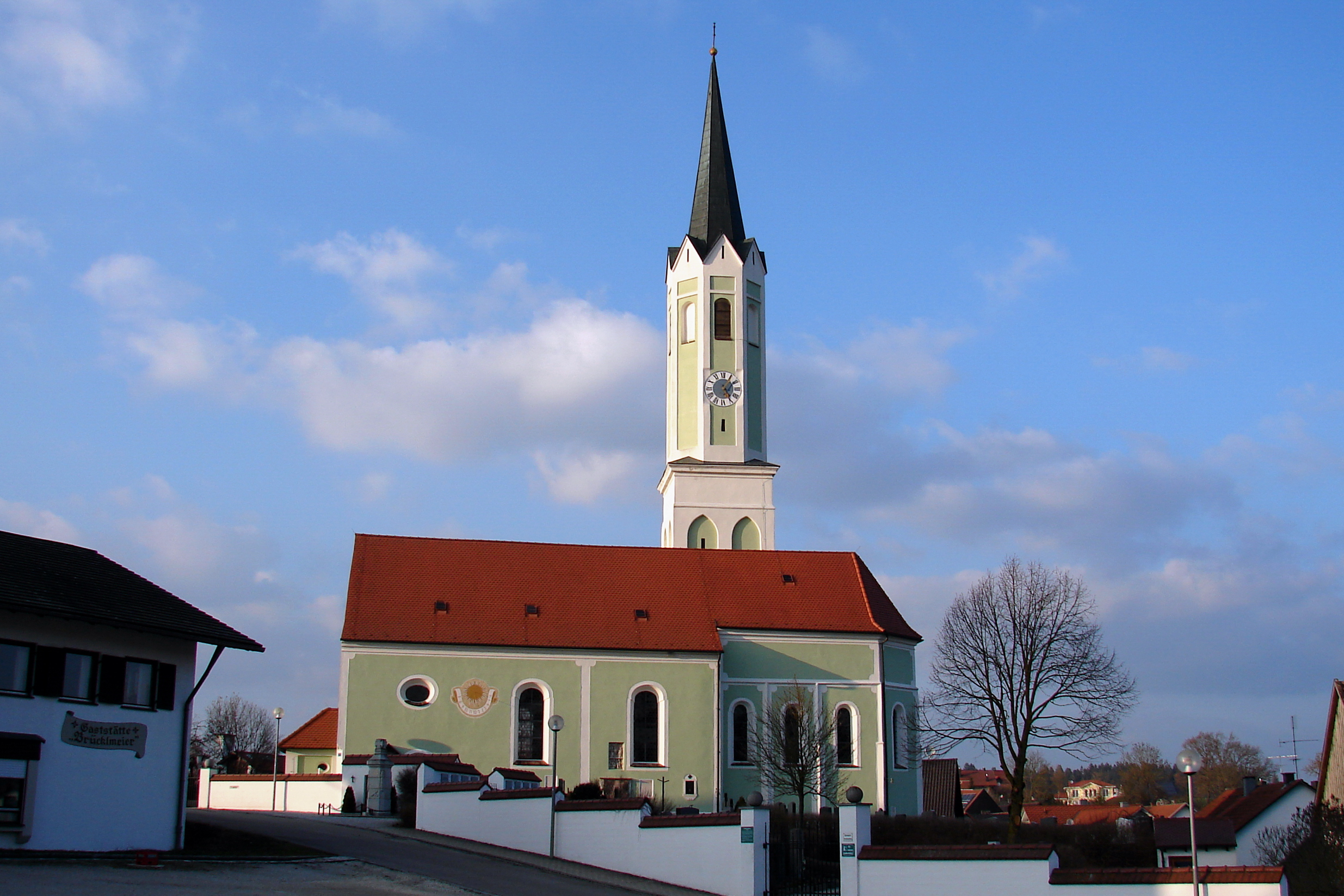
Außenansicht der Pfarrkirche St. Katharina von Süden

Die römisch-katholische Pfarrkirche St. Katharina in Schmatzhausen, einem Ortsteil der Gemeinde Hohenthann im niederbayerischen Landkreis Landshut, ist eine ursprünglich romanische bzw. gotische Kirche, die um 1680 barockisiert wurde und damit im Wesentlichen ihre heutige bauliche Gestalt erhielt. Die Innenausstattung im Barock- und Rokokostil wurde in der Zeit von etwa 1720 bis 1775 dem damaligen Zeitgeschmack angepasst. Die Pfarrkirche ist der heiligen Katharina von Alexandrien (Gedenktag: 25. November) geweiht.

## Lage und Umgebung
Die Pfarrkirche St. Katharina befindet sich in Schmatzhausen, einem Dorf am östlichen Rand der Hallertau, auf einer Höhe von 457 m ü. NN. Sie steht auf einer Anhöhe über dem Oberlauf der Kleinen Laber.
Rund um die Kirche erstreckt sich der Dorffriedhof, an dessen westlichem Ende eine Seelenkapelle. Diese ist ein massiver Bau mit steilem Satteldach aus der ersten Hälfte des 19. Jahrhunderts. Neben der Eingangstür ist in einer stichbogigen Nische eine Figur Unserer Lieben Frau von Lourdes eingelassen. An der Außenseite der Friedhofsmauer befindet sich das Kriegerdenkmal, an dem der Gefallenen und Vermissten der Kriege von 1870/71, 1914–18 und 1939–45 gedacht wird.

## Geschichte
Die Geschichte der Pfarrei St. Katharina steht in engem Zusammenhang mit der Ortsgeschichte von Schmatzhausen, das im Jahr 1133 erstmals urkundlich erwähnt wurde. Damals übereignete die Gattin des Udalrichs von Wolfstein das Landgut Smuteshusa an das Stift St. Kastulus in Moosburg. Schmatzhausen lag damals auf dem Gebiet der Pfarrei St. Peter in Münster. Der erste urkundliche genannte Pfarrer von Schmatzhausen, Wilhelm Precht(l), starb im Jahr 1300. Nur wenig früher dürften Pfarrei und Pfarrkirche errichtet worden sein. Schmatzhausen und damit auch die Pfarrei St. Katharina wechselte im Mittelalter häufig zwischen dem Besitz verschiedener Adelsgeschlechter und Klöster. Um 1350 gelangte es schließlich in den Besitz der Ziegelhauser, deren bekanntester Vertreter, Greimwold Ziegelhauser, Domherr in Regensburg war. Nachdem das Geschlecht im Jahr 1415 mit dem Tod des Ulrich Ziegelhauser ausgestorben war, wechselte das Präsentationsrecht auf die Pfarrstelle an die Herzöge von Niederbayern bzw. Bayern über. Noch heute besitzt die Regierung von Niederbayern (rein formal) ein Mitspracherecht bei der Besetzung der Pfarrstelle.
Das heutige Langhaus geht mit Ausnahme einer späteren Verlängerung nach Westen im Kern auf einen Bau aus dem 13. Jahrhundert zurück, der stilistisch am Übergang zwischen Romanik und Gotik steht. Chor und Turm sind spätgotisch und wurden im 15. Jahrhundert erbaut. Noch 1605 berichtete Wilhelm Krimel von Eberstall, dass die Pfarrkirche von Schmatzhausener aufgrund ihrer reichen Dekoration die schönste im Gerichte sei. Allerdings verursachten von den Schweden gelegte Brände im Dreißigjährigen Krieg schwere Schäden in Schmatzhausen – auch an der Pfarrkirche.
Aufzeichnungen aus der Zeit um 1680 besagen, dass der Kirchturm ausgebrannt und die Glocken zerschmolzen seien. Ob diese Schäden noch auf den Dreißigjährigen Krieg zurückzuführen sind, ist unklar. Bei den Instandsetzungsarbeiten, die man wohl wenig später durchführte, wurde der Kirchenbau barock verändert. Die heutige Ausstattung im Barock- und Rokokostil geht im Wesentlichen auf die Zeit zwischen 1720 und 1775 zurück. Im Jahr 1812 wurden Baureparaturen vorgenommen, am Turm führte der Rottenburger Maler Xaver Schweinhuber drei Gemälde aus. 1897 wurde die Kirche renoviert.

## Architektur

### Außenbau
St. Katharina ist eine stattliche, nach Osten ausgerichtete Saalkirche mit hohem Satteldach. Darunter befinden sich das im Kern romanisch-gotische Langhaus aus dem 13. Jahrhundert und der im Kern spätgotische Chor aus dem 15. Jahrhundert.
Das Langhaus umfasst drei Langjoche, wobei die beiden östlichen im Kern noch auf den Vorgängerbau aus dem 13. Jahrhundert zurückgehen. Das rückwärtige Langhausjoch wurde erst später angebaut. Als Fenster sind hier lediglich querovale Okuli in großer Höhe vorzufinden. Die übrigen hochrechteckigen Fensteröffnungen schließen nach oben hin mit einem leicht eingezogenen Rundbogen ab. Die weißen Fensterlaibungen und Lisenen heben sich deutlich von den in zartem Grün getünchten Wandrücklagen ab. Zwischen den beiden westlichen Jochen auf der Südseite wurde auf die Anbringung einer Lisene verzichtet, da sich hier eine Sonnenuhr befindet. Auf der Nordseite des Langhauses ist ein spätromanischer Rundbogenfries erhalten.
An der ansonsten ungegliederten Westfassade ist eine kleine barocke Vorhalle mit abgewalmtem Dach und Ovalfenstern angebaut. Der offene Vorbau enthält innen ein Kreuzgewölbe und das einzige Kirchenportal.
Der ursprünglich spätgotische Chor umfasst ebenfalls drei Joche und einen dreiseitigen Schluss. Er enthält, wie auch das Langhaus, hochrechteckige Fenster mit leicht eingezogenem, barock verändertem Abschluss. Der Außenbau wird durch Dreieckslisenen gegliedert. Außerdem verweisen ein Kaffgesims und ein Friesband unter dem Dachansatz auf die Gotik als Entstehungszeit dieses Baukörpers.
An den Chor ist nördlich der im Kern spätgotische Turm, ein sogenannter Chorflankenturm, mit östlich anstoßender, neuerer Sakristei angebaut. Der spätgotische Unterbau über quadratischem Grundriss zeigt Geschossgliederung und wird von Spitzbogenblenden sowie dreikantigen Mittellisenen belebt. An der Nordseite des Turmes befindet sich etwa auf halber Höhe ein Gemälde der Mondsichelmadonna mit dem Jesuskind; zu ihren Füßen kniet die Kirchenpatronin Katharina, die an ihrem Attribut, dem gebrochenen Rad, erkennbar ist. Das Kunstwerk wurde erst im 20. Jahrhundert angefertigt. Über einem weit auskragenden Gesims befindet sich ein verhältnismäßig hoher, achteckiger Aufsatz, der Uhrwerk und Glockenstuhl enthält. Vermittelt durch acht kleine Dreiecksgiebel bildet ein achtseitiger Spitzhelm mit Kugel und Kreuz den oberen Abschluss des Turmes.

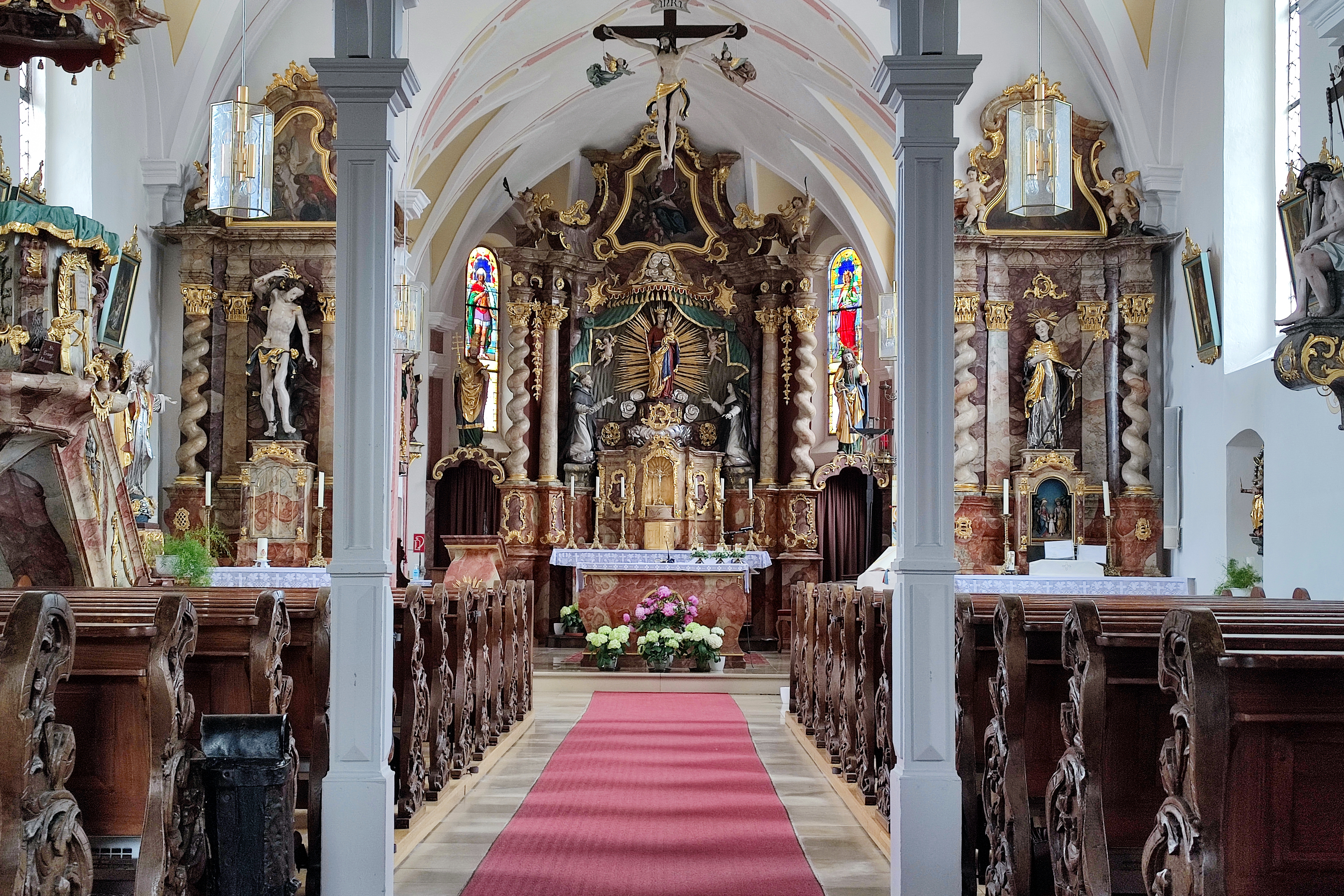
St. Katharina: Innenraum

### Innenraum
Der Innenraum der Pfarrkirche St. Katharina wurde im ausgehenden 17. Jahrhundert ebenfalls barock umgestaltet. Von dem ehemaligen spätgotische Netzgewölbe im Chor wurden die Rippen abgeschlagen. Erhalten blieb die spätgotische Spitztonne mit den spitzen, gelb getünchten Stichkappen und ebenfalls spitzen Gurtbögen. Das Langhaus wird von einem barocken Tonnengewölbe, ebenfalls mit gelb getünchten Stichkappen und Gurtbögen, überspannt. Die Wände von Langhaus und Chor werden von verkröpften Pilastern gegliedert. Der Chorbogen ist barock ausgerundet. Im rückwärtigen Langhausjoch ist eine Orgelempore eingezogen, die auf zwei filigranen Holzstützen zu beiden Seiten des Mittelganges ruht.

## Ausstattung

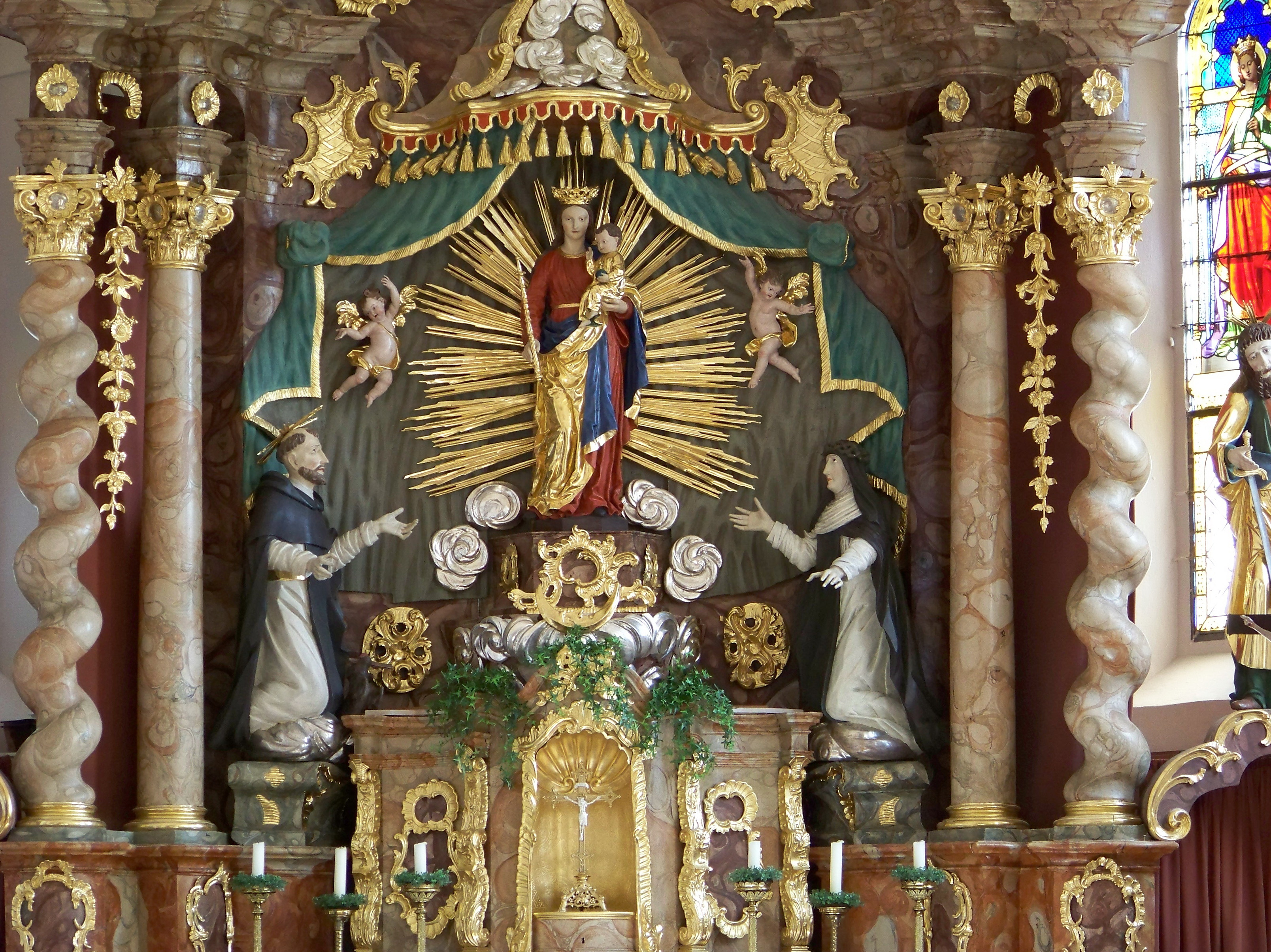
Madonnenfigur mit Kind am Hochaltar

### Hochaltar
Der Hochaltar wurde im Jahr 1754 von dem Schreiner Lorenz Grindtl aus Pfeffenhausen angefertigt und ist im Rokokostil gehalten. Er steht auf einem breiten, fast mannshohen Sockel, auf dem vier Säulen postiert sind. Während die beiden inneren Säulen glatt ausgeführt wurden, sind die äußeren, weiter in den Raum vorgeschobenen Säulen gewunden. Die vergoldeten Säulenkapitelle sind aufwändig gestaltet und mit Fruchtgehängen verziert. Der Altar ist reich mit Muschelwerk verziert. Oberhalb der Mensa befindet sich ein vergoldeter Tabernakel mit Aussetzungsnische, der von zwei Paaren vergoldeter Volutenpilaster gerahmt wird. Darüber steht auf einem Sockel, der aus einer versilberten Wolke zu entspringen scheint, die Hauptfigur des Altares: eine bekrönte Mutter Gottes mit Kind aus dem 19. Jahrhundert, die von einem goldenen Strahlenkranz hinterfangen ist und von zwei zierlichen Putten flankiert wird. Letztere spannen scheinbar einen dunkelgrünen Baldachin mit zahlreichen vergoldeten Quasten auf. Zu Füßen der Mutter Gottes befinden sich zwei Figuren mit Bezug zum Dominikanerorden: links der Ordensgründer Dominikus mit einem kleinen Hund, rechts die heilige Katharina von Siena, die auch als Patronin Europas gilt, mit Dornenkrone. In dem geschweiften Aufsatz, der von zwei puttenbesetzten Voluten eingerahmt wird, befindet sich in einem ebenfalls geschweiften Rahmen ein Gemälde der Kirchenpatronin Katharina mit einem Palmzweig. Über den beiden seitlichen Durchgängen des Altäres befindet sich links eine Figur des heiligen Sixtus mit Papstkreuz und Tiara, eine spätgotische Plastik mit neueren Ergänzungen, und rechts eine Figur des heiligen Paulus, die ein Werk der Frührenaissance darstellt und wohl der Zeit um 1550 entstammt.

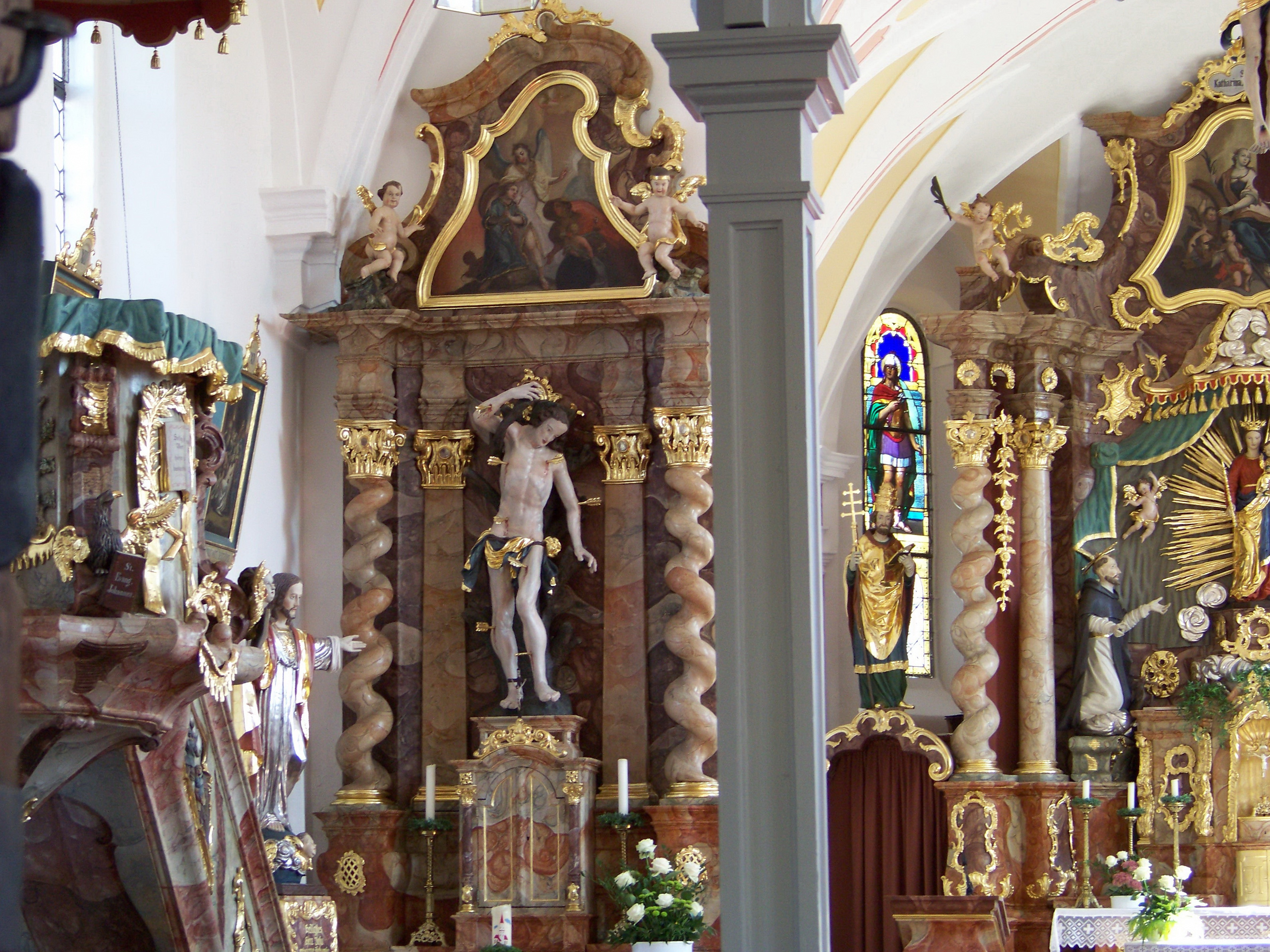
Nördlicher Seitenaltar

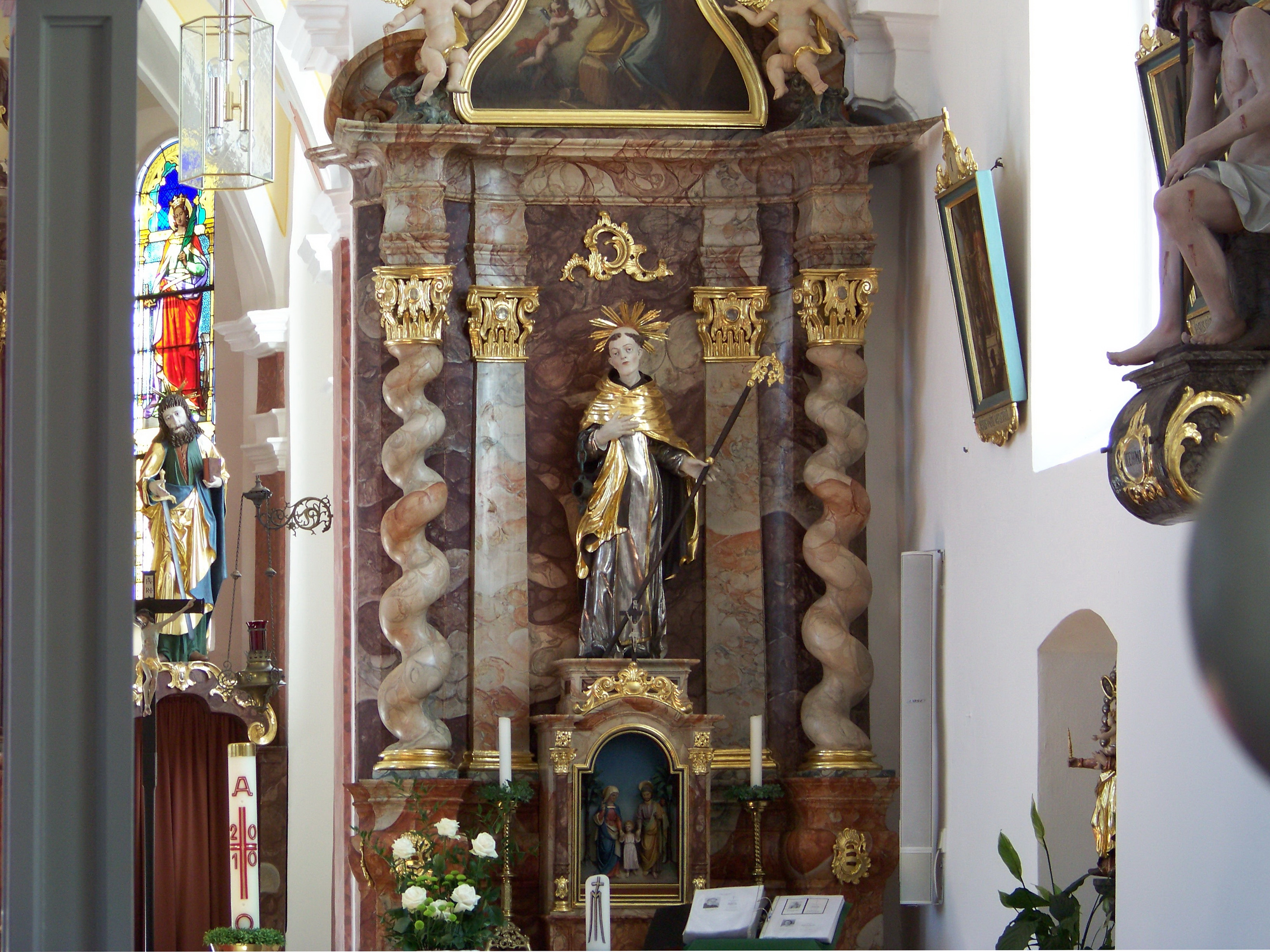
Südlicher Seitenaltar

### Seitenaltäre
Der Seitenaltäre, die sich zu beiden Seiten des Chorbogens befinden, sind als Pendants angelegt. Sie verfügen jeweils über einen Aufbau, der von zwei Pilastern und zwei gewundenen Säulen mit aufwändigen Kapitellverzierungen getragen wird. Auf dem Tabernakel, der von zwei kleinen Säulchen flankiert wird, befindet sich jeweils ein Podest, welches die Zentralfigur trägt. Der geschweifte Aufsatz wird von je zwei auf Voluten sitzenden Putten flankiert und ist asymmetrisch ausgeführt – ein typisches Stilmerkmal des Rokoko. Darin befindet sich jeweils ein Gemälde in einem vergoldeten Rahmen, der ebenfalls eine unregelmäßige Kontur aufweist. Die beiden Altäre wurden 1773 von dem Landshuter Maler Ignatius Kauffmann gefasst.
Die Hauptfigur des nördlichen (linken) Seitenaltares stellt den heiligen Sebastian dar. Das Gemälde im Auszug zeigt eine Schutzengeldarstellung. Am südlichen (rechten) Seitenaltar fungiert der heilige Leonhard als Hauptfigur. Im Auszug befindet sich ein Gemälde des heiligen Josef mit dem Jesuskind. Außerdem wurden am Tabernakel die Türchen entfernt, sodass der Blick auf ein kleines Schnitzrelief der Heiligen Familie frei wird.

### Kanzel
Die Kanzel mit Stiege wurde ebenfalls um 1773 geschaffen und ist wie die Altäre im Rokokostil gehalten. Sie ist auf der Evangelienseite zwischen dem ersten und zweiten Langhausjoch von Osten angebracht. Der geschweifte Kanzelkorb wird von vier Volutenpilastern gegliedert, an denen sich die Symbole der vier Evangelisten befinden. Im Uhrzeigersinn sind dies: der Löwe für Markus, der geflügelte Mensch für Matthäus, der Adler für Johannes sowie der Stier für Lukas. Auf der dem Kirchenvolk zugewandten Seite befindet sich ein aufgeschlagenes Buch mit dem Bibelwort „Selig, die das Wort Gottes hören und es beachten“ (Lk 11,28 ). Über die Brüstung der Kanzel ist eine Art stuckierter, dunkelgrüner Vorhang mit vergoldetem Saum drapiert. Am Schalldeckel der Kanzel befinden sich zahlreiche vergoldete Quasten. Mit dieser Gestaltung hat der Schöpfer der Kanzel deutlich Bezug auf den Baldachin am rund 20 Jahre älteren Hochaltar genommen.

### Gotischer Taufstein
Im Altarraum befindet sich das älteste Ausstattungsstück der Kirche, der gotische Taufstein aus dem 14. Jahrhundert. Auf einem quadratischen, an den Ecken abgekehlten Fuß und einem kurzen, runden Schaft erhebt sich ein ausladendes Rundbecken mit Maßwerkblenden und Rebenfries. Der Taufstein ist aus Kelheimer Marmor und wurde wohl von einer Regensburger Werkstatt geschaffen. In der Pfarrkirche St. Jakob in Obersüßbach befindet sich ein ähnlicher, etwa gleich alter Taufstein, der sicher aus derselben Werkstatt stammt.

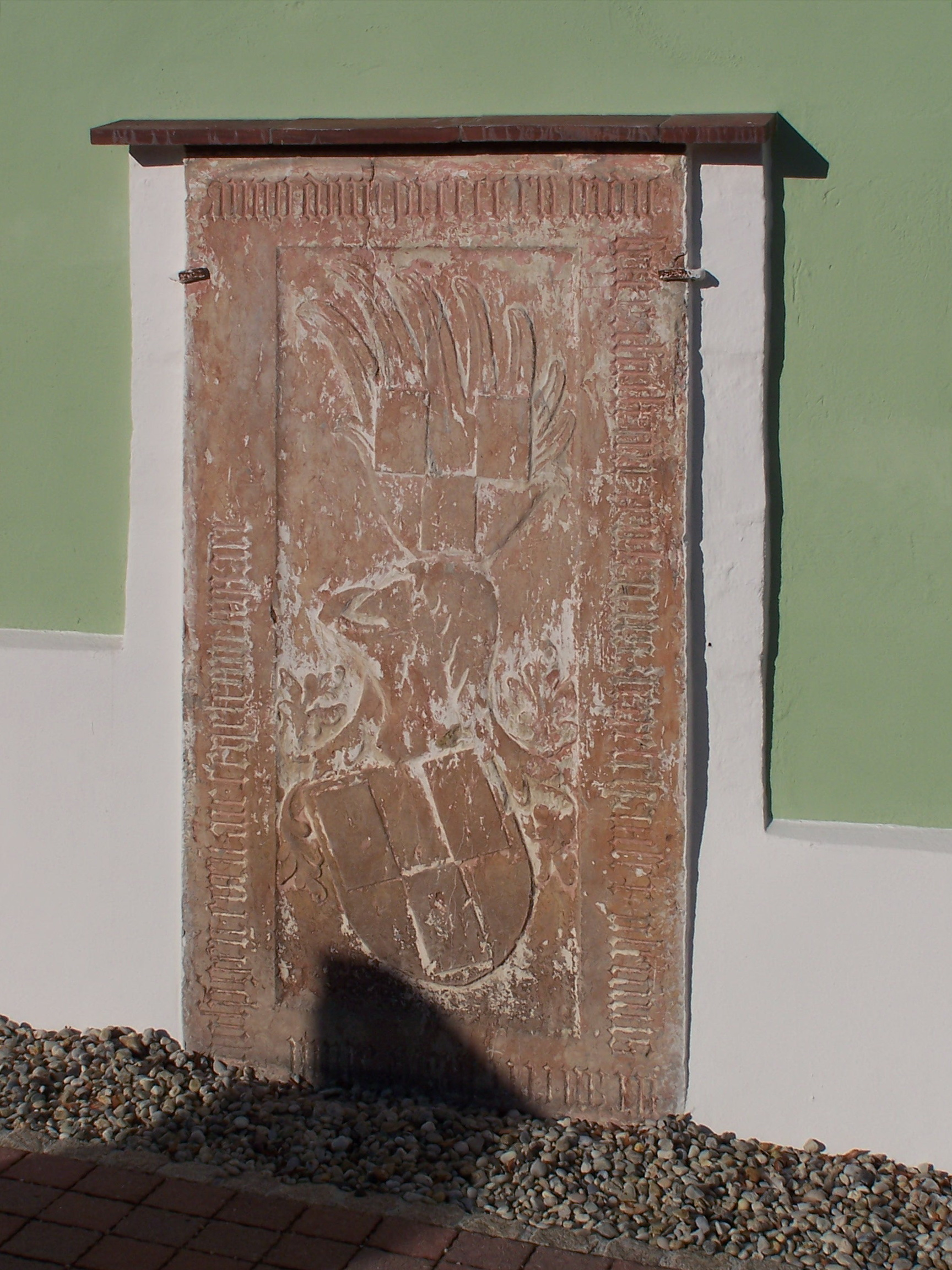
Epitaph für Ulrich Zieglhauser († 1415)

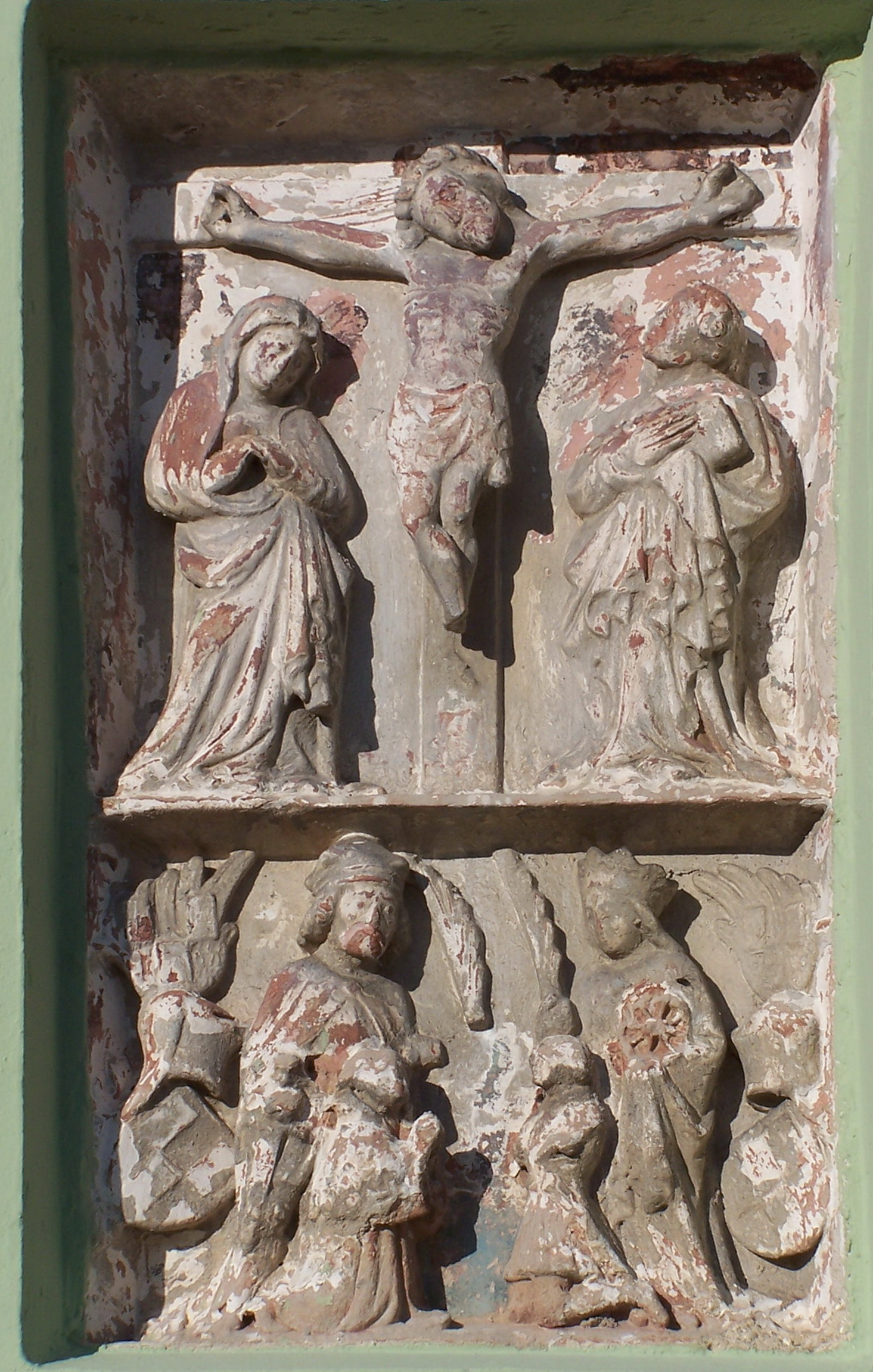
Zugehörige Relieftafel

### Gotische Reliefs
Nahezu ebenso alt sind zwei gotische Reliefs, die an der südlichen Außenmauer des Langhauses angebracht sind. Sie wurden um 1415 aus Kelheimer Marmor gearbeitet. Das eine Relief ist ein rund zwei Meter hoher und ein Meter breiter Epitaph für den Dekan Ulrich Ziegelhauser († 1415). In der Mitte ist ein großflächiges Wappen mit Helmzier dargestellt. Das andere, ebenfalls hochrechteckige Steinrelief umfasst zwei übereinander angeordnete Rechtecknischen. In der oberen, etwas größeren Nische ist eine Kreuzigungsgruppe mit Maria und Johannes dargestellt. Im unteren Feld sind stehend die Heiligen Kastulus (links) und Katharina (rechts) sowie kniend zwei Angehörige des Geschlechts der Ziegelhauser zu erkennen. Auf beiden Seiten befindet sich je ein kleines Wappen mit Helmzier.

### Übrige Ausstattung
Gegenüber der Kanzel befindet sich ein Missionskreuz. An dessen unterem Ende sitzt auf einer Konsole eine Figur des Erbärmdechristus. Am Chorbogen ist ein Kruzifix angebracht, an dessen Kreuzesarmen jeweils ein kleiner Putto mit wallendem Gewand angebracht ist. Neben dem nördlichen Seitenaltar befindet sich eine Herz-Jesu-Figur. Von besonderem Interesse sind außerdem die barocken Stuhlwangen aus der Zeit um 1720. Diese sind mit Akanthusrankwerk und gerieften Bändern verziert.

### Orgel
Eine erste Orgel erhielt St. Katharina im Jahr 1771 von dem Landshuter Orgelbauer Johann Schweinacher. Diese wurde 1854 durch das bis heute erhaltene Schleifladeninstrument mit mechanischen Spiel- und Registertrakturen des Landshuter Orgelbauers Johann Ehrlich ersetzt. Dieses ist in einem klassizistischen Prospekt untergebracht. Es umfasst sieben Register auf einem Manual und einem fest angekoppelten Pedal. Der freistehende Spieltisch wurde erst später eingebaut. Die Disposition lautet wie folgt:
| I Manual CDEFGA–c3 |           |       |
| 1.                 | Gamba     | 8′    |
| 2.                 | Copel     | 8′    |
| 3.                 | Principal | 4′    |
| 4.                 | Flöte     | 4′    |
| 5.                 | Octav     | 2′    |
| 6.                 | Mixtur    | 1 ⁄2′ |

| Pedal CDEFGA–a |        |     |
| 7.             | Subbaß | 16′ |